# شیروکی لوگ
شیروکی لوگ (به لاتین: Shiroky Log) یک منطقهٔ مسکونی در روسیه است که در استان آمور واقع شده‌است.